# Kostel svatého Bartoloměje (Březí)
Kostel svatého Bartoloměje je nejstarší dochovaná památka v Březí. Je chráněn jako kulturní památka České republiky. Kolem kostela leží hřbitov, který slouží pro Březí a Pacov.

## Historie
Kostel pochází pravděpodobně ze 13. století. Z roku 1358 pak pochází zmínka o obci s farou. Na rozdíl od fary kostel nebyl zbořen v době husitských válek, byl však těžce poškozen v době třicetileté války a následovala barokní přestavba původně gotického kostela. Ta proběhla v letech 1732–1733 na příkaz Marie Terezie Savojské.

## Popis
Jedná se o jednolodní stavbu se čtvercovým presbytářem, který je klenut křížovou klenbou. Uvnitř je kostel rokokový. Oltář pocházející z roku 1777 byl vyroben tesařem z Říčan Janem Ulíkem a je na něm vyobrazen svatý Bartoloměj. Roku 1891 byla v kostele položena nová dlažba, oltář byl vyzdoben a klenba nad ním byla vymalována. Varhany pocházejí z roku 1994.
Roku 1850 byly do kostela instalovány nové zvony, které vyobrazovaly sv. Jakuba i sv. Bartoloměje. Roku 1916 byl jeden ze zvonů zrekvírován. Podařilo se jej nahradit roku 1925, vydržel však pouze do roku 1942, kdy kvůli válce přišel kostel o oba zvony. Díky sbírce občanů obce a věřících z Nizozemska se podařilo vyrobit a zavěsit v roce 1992 nový zvon.
Kostel spadal postupně pod farnosti Horka (do reformace), Tuklaty, Hradešín (1734–2009) a v současnosti je kostel spravován z Úval.